# Emerita Pansowová

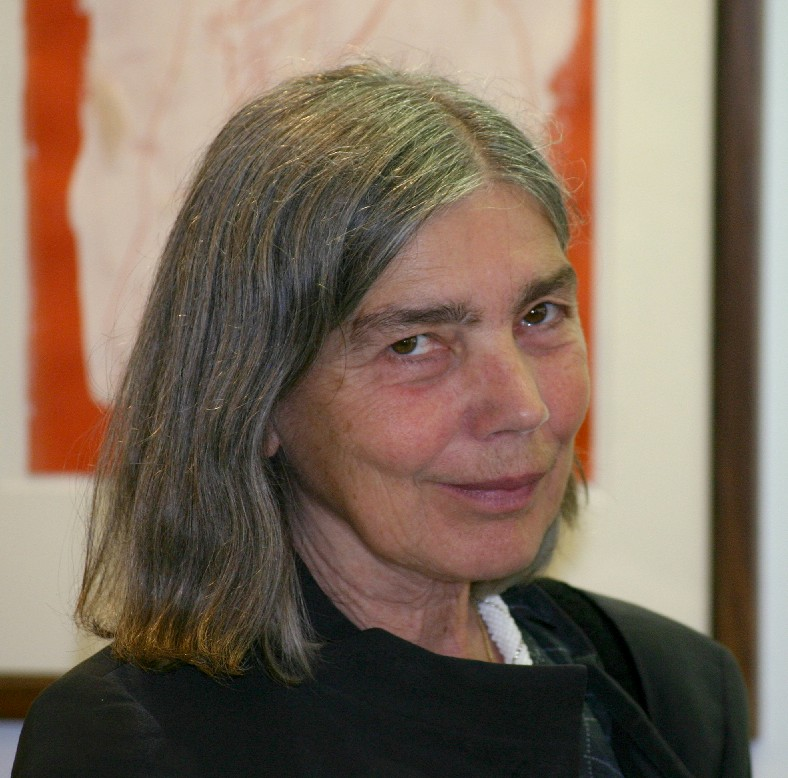
Emerita Pansowová, 2012

Emerita Pansowová, geborene Molnárová (* 1946 in Vrakúň, Tschechoslowakei) ist eine deutsch-slowakische Bildhauerin, die seit 1967 in Berlin lebt und zahlreiche Skulpturen für den öffentlichen Raum geschaffen hat.

## Leben

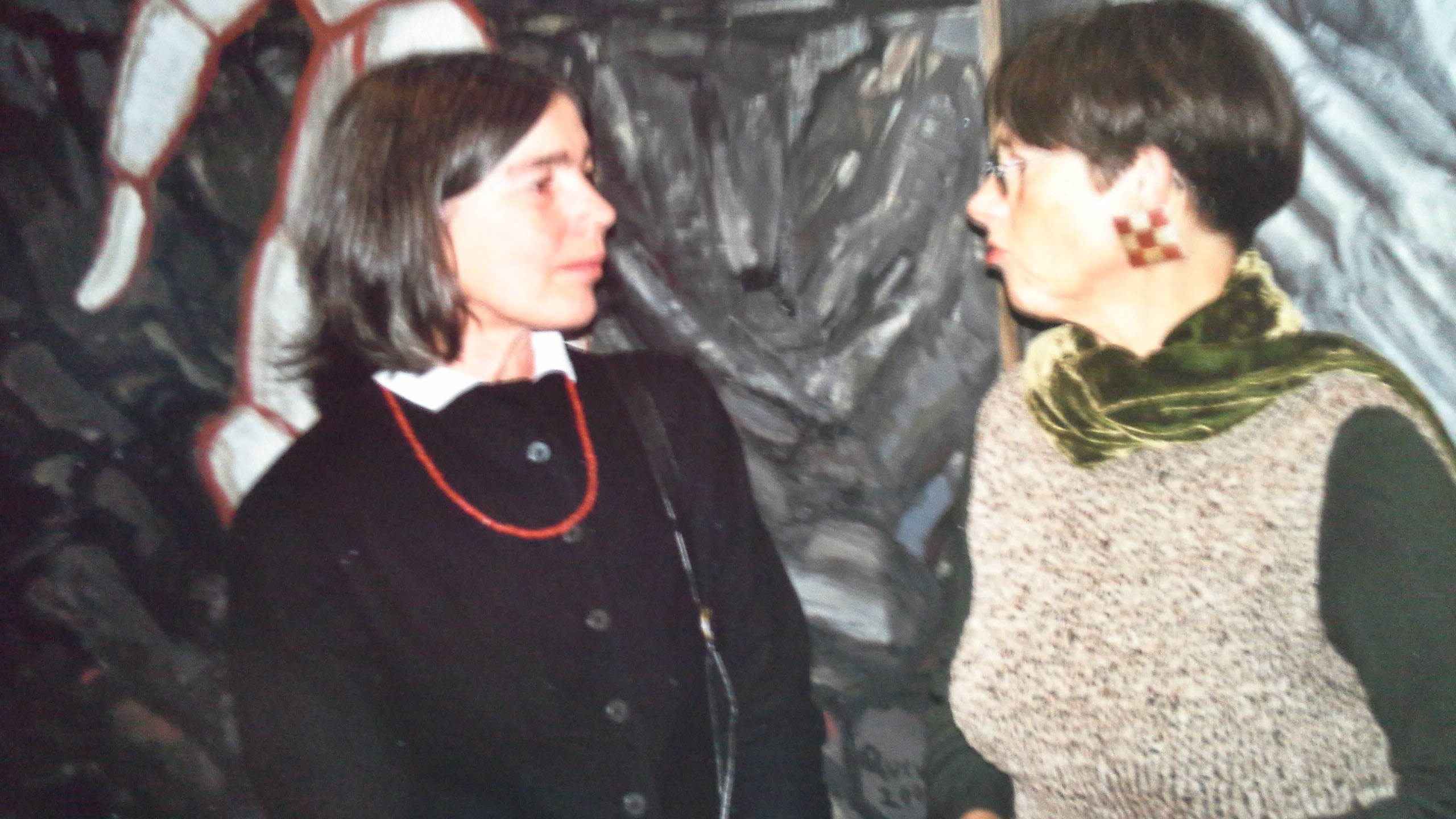
Emerita Pansowowa und die Kustodin Bärbel Zausch in der Quevedo-Ausstellung der Galerie der Berliner Graphik-Presse am 5. Dezember 2000

Bis zum 21. Lebensjahr wuchs sie in der Tschechoslowakei, bei ihren Eltern in Bratislava, auf. 1962–1966 studierte sie an der Kunstgewerbeschule in Bratislava Holzbildhauerei. Ihre Lehrer waren L. Korkoš und A. Drexler. 1964 begegnete sie dem Grafiker Jürgen Pansow, heiratete ihn 1966 und das Paar übersiedelte nach Ost-Berlin. Hier setzte sie ihre künstlerische Ausbildung an der Kunsthochschule Berlin-Weißensee bei Karl-Heinz Schamal und Arnd Wittig fort. Danach wurde Pansowová Meisterschülerin von Ludwig Engelhardt an der Akademie der Künste der DDR. Nach der Erlangung des Diploms konnte sie zahlreiche Auftragswerke für Ost-Berliner Bezirke anfertigen. Seit 1990 ist sie freischaffende Künstlerin, arbeitet in Stein, mit Bronze und experimentiert auch mit anderen Materialien. Sie ist mit dem Bildhauer Wieland Schmiedel und der Malerin Heidrun Hegewald befreundet. 1980 begegnete Emerita Pansowová Gabriele und Susanne Mucchi und deren Freundeskreis. 1992 gründete sie, u. a. mit Marguerita Blume-Cárdenas, Elli Graetz, Annet Gröschner, Gisela Kurkhaus-Müller, Nuria Quevedo und Ursula Strozynski, die Künstlerinnen-Initiative Xanthippe e. V.

## Auszeichnungen, Förderungen, Wettbewerbsteilnahmen
- 1975: Gustav-Weidanz-Preis für Plastik der Burg Giebichenstein Kunsthochschule Halle
- 1977: Studienaufenthalt in der Aserbaidschanischen SSR, zusammen mit Malwine Hörisch, Lutz Friedel und Lusici
- 1985: Will-Lammert-Preis der Akademie der Künste
- 1989: Kunstpreis der Gewerkschaften; 1. Preis beim Wettbewerb für Foyergestaltung der Kleist-Gedenkstätte Frankfurt/Oder
- 1991: Förderstipendium des Senatsverwaltung für Kultur, Berlin
- 1992: Arbeitsstipendium der Stiftung Kulturfonds
- 1994: Bildhauersymposium in Remschutz-Saalfeld
- 2003: zusammen mit Winfried Ebner Realisierungswettbewerb des Brunnens für den Stralsunder Alten Markt und den Steintorplatz in Bernau bei Berlin
- 2009: Brandenburgischer Kunstpreis für Plastik der Märkischen Oderzeitung

## Werke (Auswahl)
- 1978: Hockendes Mädchen, Sandstein, Standort Humannplatz in Berlin-Prenzlauer Berg[1]
- 1980: Schreitende: Bronze, 180 cm groß, Standort Allee der Kosmonauten in Marzahn im Heinz-Graffunder-Park[2][3]
- 1982: Stillleben. Gedeckter Tisch, ein Tröpfelbrunnen aus Bronze, 160 cm groß, Standort Allee der Kosmonauten 58[2]
- 1982: Schreitende, eine Skulptur aus Gips, 180 cm groß[2]
- 1989: Erben der Spartakuskämpfer: Sandstein, zwei Einzelfiguren und ein Relief an der Möllendorffstraße in Berlin-Lichtenberg,[4]
- 1994: Vater und Sohn: Bronze, 160 cm groß, Standort Trusetaler Straße/Schleusinger Straße in Marzahn[2]
- 1995: Hockende, eine Skulptur aus Bronze, 135 cm groß[2]
- 1997: Am Strand, eine Skulptur aus Bronze, 23 cm groß[2]
- 2003: Stehendes Mädchen, eine Skulptur aus Gips, 75 cm groß[2]
- 2006: Geschwister, ein Relief aus Sandstein, 120 × 70 × 40 cm groß[2]
- 2011: Mutter mit Kind, Sandsteinfigur, vor dem Eingang zur Kirche in Biesenthal; die 250 kg schwere Skulptur ist Bestandteil eines neuen Skulpturenweges.[5]
- 2011: Im Werden (Kindheit).
Im Rahmen des  Internationalen Bildhauersymposions Steine ohne Grenzen, 2011 veranstaltet von der Stadt Bernau bei Berlin, schuf sie aus Muschelkalk nach einer eigenen Vorlage aus Gneis eine grob strukturierte menschliche Figur.[6]
- 1995/2012: Gret Palucca: Bronze, 45 cm groß, Standort Nationalgalerie Berlin.
Für den Bezirk Mitte formte Pansowová nach der hier genannten Figur eine lebensgroße Plastik der bekannten Künstlerin. Auf Initiative der Kunststiftung Poll und mit finanzieller Hilfe des DGB wurde diese im Januar 2012 auf dem Garnisonkirchplatz aufgestellt.[7] 
Diese Skulptur wurde anschließend als Leihgabe an die neu gegründete Palucca-Stiftung vergeben und auf dem Universitätscampus in Dresden errichtet.[8]

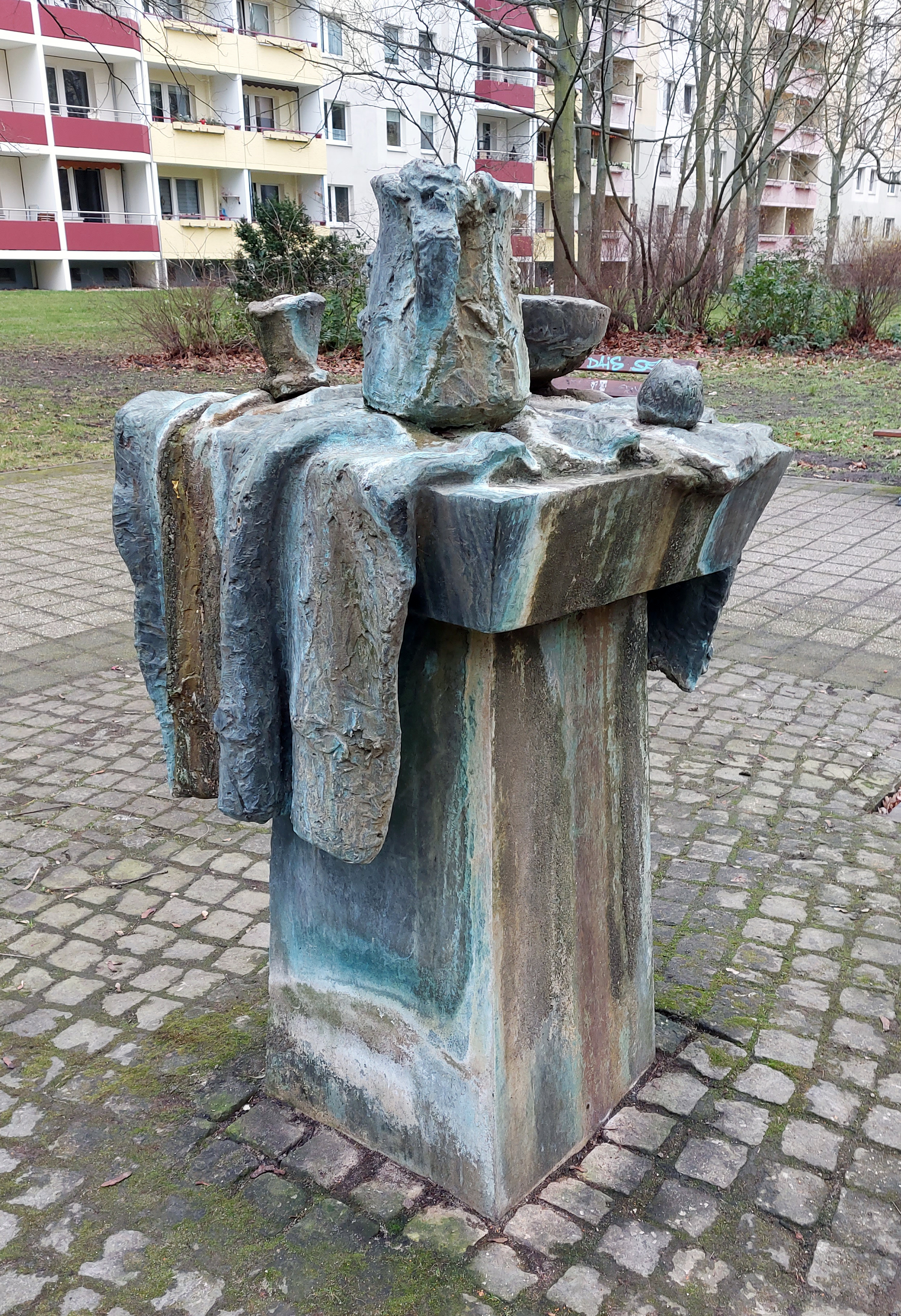
„Stillleben Gedeckter Tisch“ 1982
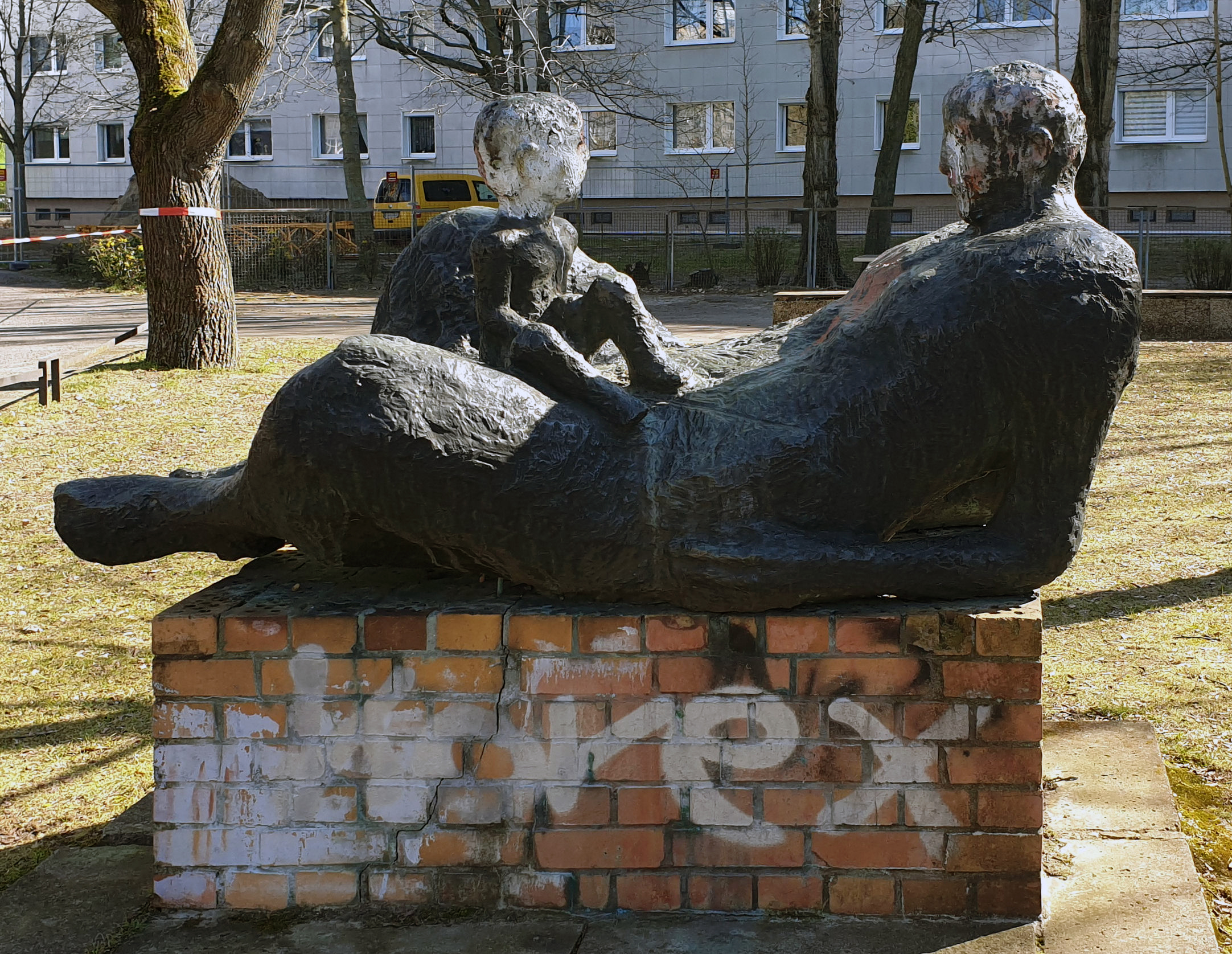
„Liegende Frau mit Kind“ 1984
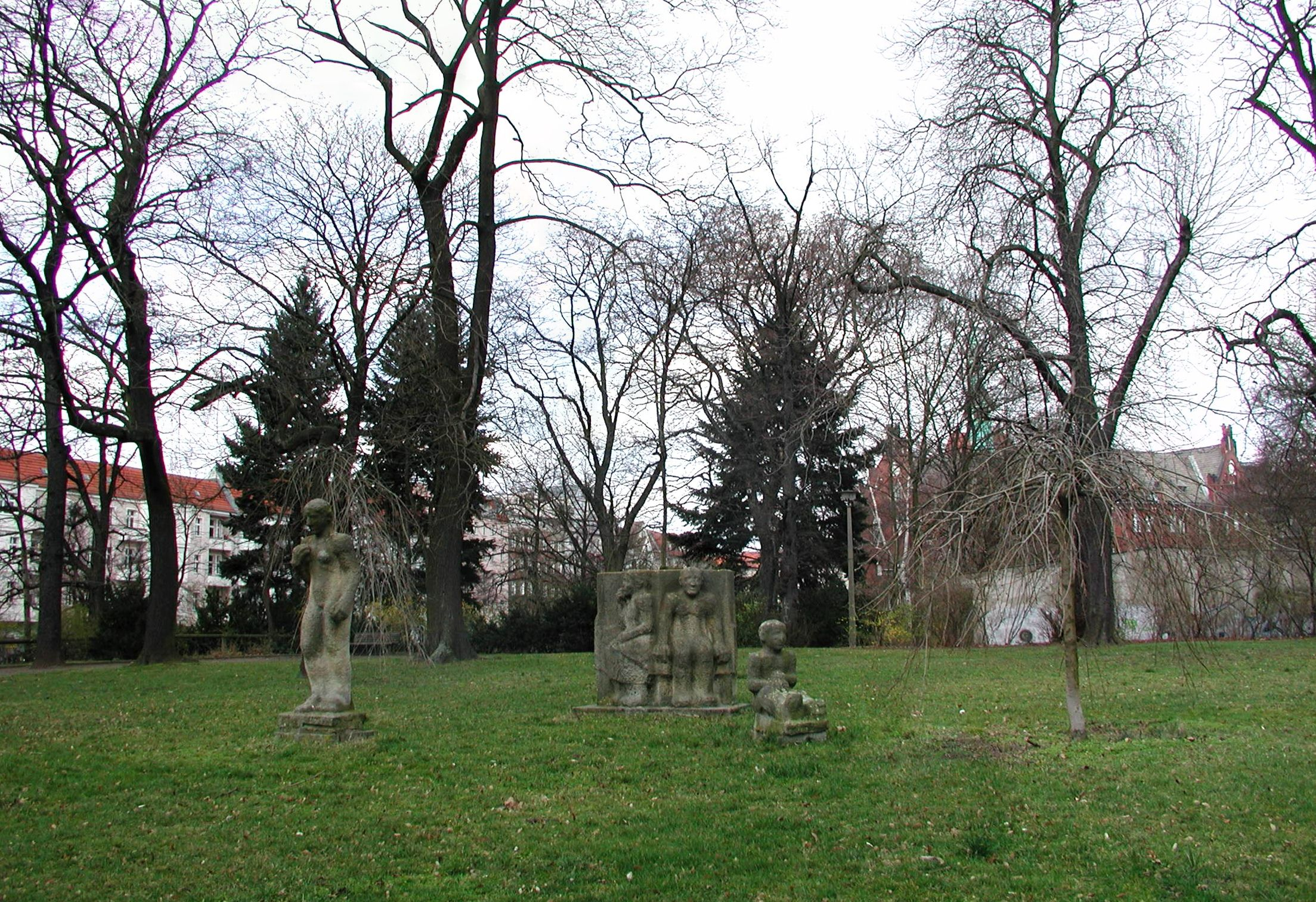
„Erben der Spartakuskämpfer“ 1989
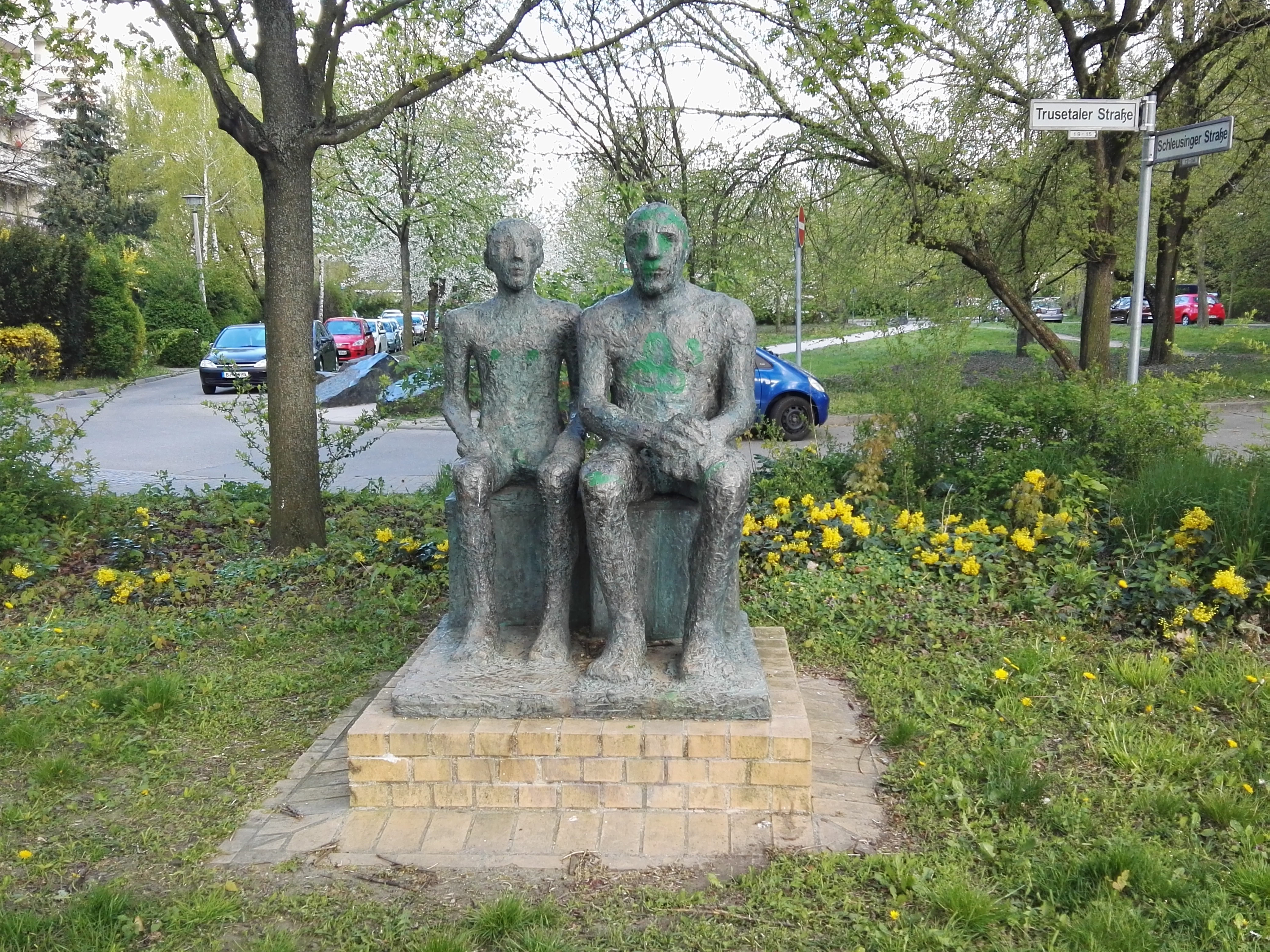
Plastik „Vater und Sohn“ 1994
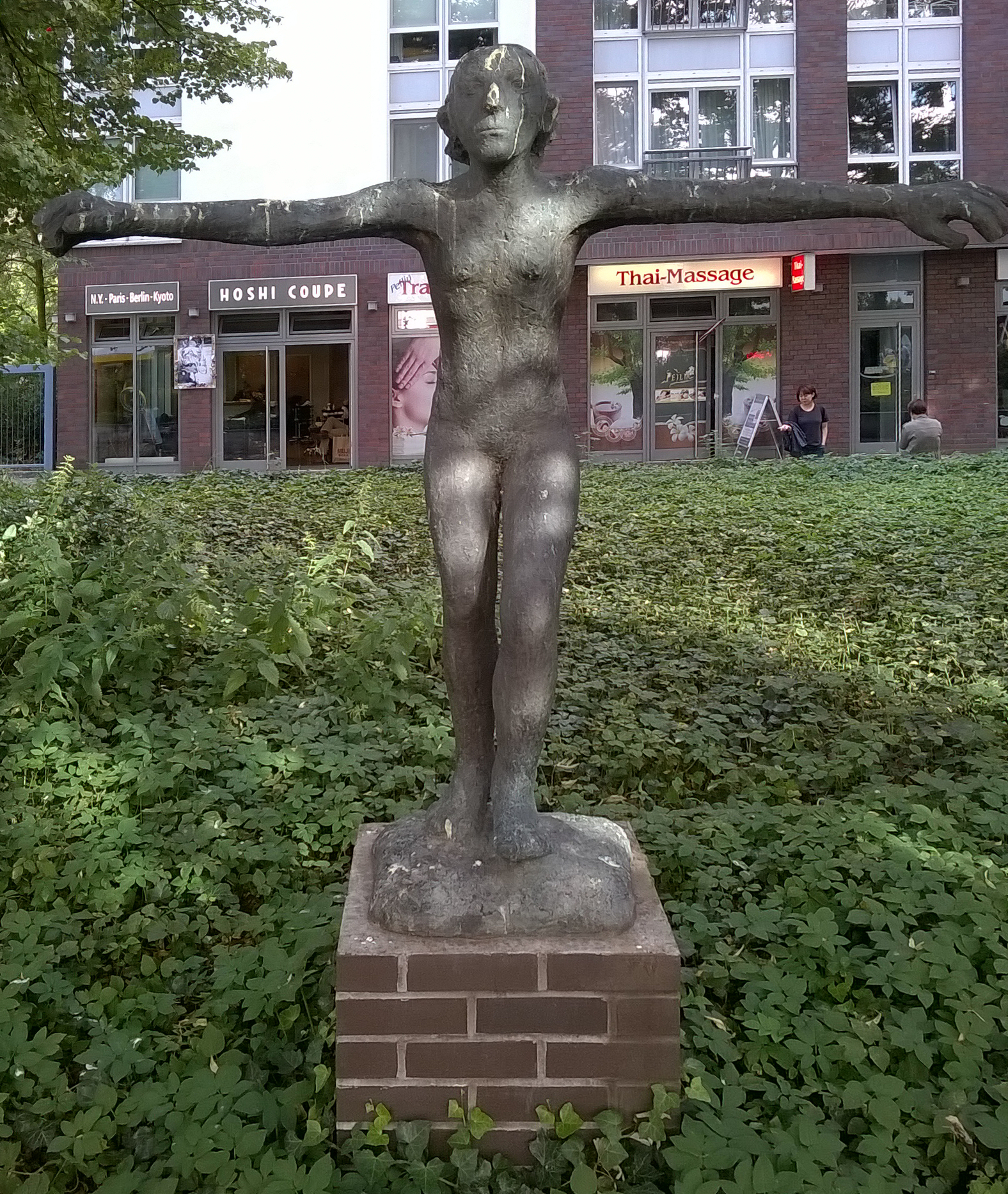
„Die große Palucca“ 2010

## Ausstellungen (Auswahl)
- 1975, 1980 und 1982: Berlin, Treptower Park (Plastik und Blumen)
- 1977/1978, 1982/1983, 1987/1988: Dresden, Kunstausstellung der DDR

- 1975: Staatliche Galerie Moritzburg, Halle
- 1982: Archaik und Moderne, Altes Museum, Berlin
- 1985: Galerie Poll, Berlin
- 1987: Galerie am Prater, Berlin
- 1988: Mensch Figur Raum, Alte Nationalgalerie, Berlin
- 1991: Galerie Dr. Christiane Müller, Berlin
- 1995: Galerie Bernau
- 1997: Galerie Ribnitz-Damgarten
- 1998: Galerie Mitte, Berlin
- 2000: Der Torso, Galerie am Wasserturm, Berlin
- 2001: Greifen-Galerie, Greifswald
- 2002: TU Berlin, Mathematische Fachbibliothek
- 2003: In eigener Sache – Malerinnen, Graphikerinnen, Bildhauerinnen: Galerie im Kunsthof Hintersdorf, Berlin
- 2004: Galerie unter dem Wasserturm, Neuenhagen; Galerie Slowakisches Institut in Berlin
- 2005: Prenden, Dorfkirche
- 2006: EBE-Galerie Parchim; Roter Turm, Jenauer Kunstverein
- 2010: Mitten im Raum – Plastiken von Emerita Pansowova, Kunstparkhaus EWE, Strausberg
- 2011: Offenes Atelier, Barnim; Kunst-Stadt-Landschaft, Galerie im Rathaus Biesenthal
- 2021: Berlin, Salongalerie „Die Möwe“ (mit Vera Schwelgin und Wolfgang Reinke)

Ab 1982 beteiligte sich Emerita Pansowová mehrfach erfolgreich an Gemeinschaftsausstellungen.